# Asian Herpetological Research
Asian Herpetological Research (forma abreviada: AHR) é uma revista científica voltada à herpetologia, tendo publicações de temas como taxonomia, filogenia, morfologia e evolução. Foi criada em 2010, a partir da dissolução da Acta Herpetologica Sinica, revista que havia sido criada em 1977.